# 5835 Mainfranken
Az 5835 Mainfranken (ideiglenes jelöléssel 1992 SP24) egy kisbolygó a Naprendszerben. Freimut Börngen fedezte fel 1992. szeptember 21-én.